# Bikić Do
Bikić Do es un pueblo ubicado en la municipalidad de Šid, en el distrito de Sirmia, Serbia.

## Superficie
Posee una superficie de 3,212 kilómetros cuadrados.

## Demografía
Hasta 2011 la población era de 269 habitantes, con una densidad de población de 83,75 habitantes por kilómetro cuadrado.